# Madden NFL 10
Madden NFL 10 est un jeu vidéo de sport (football américain) sorti en 2009 sur Xbox 360, Xbox, PlayStation 3, Nintendo Wii et PSP. Le jeu a été développé par EA Tiburon et édité par EA Sports. Il fait partie de la série Madden NFL.
Madden NFL 10 permet d'incarner n'importe laquelle des 32 équipes de la NFL. Troy Polamalu et Larry Fitzgerald sont les deux joueurs de la National Football League à être représentés sur la couverture de la boîte du jeu.

## Accueil
- Jeuxvideo.com : 17/20 (PS3/X360)[1]